# Camarana rousseti
Camarana rousseti is een hooiwagen uit de familie Gonyleptidae. De wetenschappelijke naam van Camarana rousseti gaat terug op H. E. M. Soares & B. A. Soares.